# Bertrand Tissier
Bertrand Tissier, lateinisch Bertrandus Textor (* um 1600 in Rumigny (Ardennes); † 1672 in Blanchefosse-et-Bay) war ein französischer römisch-katholischer Theologe, Zisterzienser, Prior, Ordenshistoriker und Herausgeber.

## Leben und Werk

### Der Prior von Bonnefontaine
Tissier trat um 1622 in die Zisterzienserabtei Bonnefontaine (südöstlich Hirson) ein. Er studierte an der gegenreformatorischen Jesuiten-Universität Pont-à-Mousson, war dort Schüler von Claude Tiphaine (1571–1641) und wurde zum Doktor der Theologie promoviert. 1641 war er in Bonnefontaine nachweislich Prior (auf Lebenszeit, denn der Kommendatarabt residierte nicht im Kloster). 1664 führte er in seinem Kloster die Strenge Observanz ein.

### Die Bibliothek der Zisterzienserväter
Tissier ist vor allem bekannt für seine (in Bonnefontaine gedruckte) achtbändige Bibliotheca Patrum Cisterciensium, in der er (als zisterziensische Antwort auf das seit 1655 erscheinende Spicilegium des Mauriners Luc d’Achery, 1609–1685) die berühmtesten der von frühen Zisterziensern verfassten Texte herausgab.

#### Die wichtigsten Autoren in Tissiers Bibliothek
- Aelred von Rievaulx,
- Arnulfus de Boeriis,
- Balduin von Exeter,
- Caesarius von Heisterbach,
- Elias Dunensis,
- Garnier von Rochefort,
- Heinrich von Marcy,
- Helinand von Froidmont,
- Herbert von Clairvaux (auch von Sardinien),
- Isaak von Stella,
- Jacobus de Thermis,
- Konrad von Eberbach,
- Nikolaus von Clairvaux,
- Otto von Freising,
- Peter von Vaux-de-Cernay (Petrus de Valle Sernaio),
- Philipp von Harvengt,
- Rahewin von Freising (Rahewinus Frisingensis)
- Serlo Saviniacensis,
- Stephan Harding,
- Wilhelm von Saint-Thierry

### Weitere Schriften
Daneben veröffentlichte er Schriften zur Verteidigung der kirchlichen Lehre gegen den Protestantismus und gegen den Jansenismus. Er schrieb sowohl lateinisch als auch französisch.

## Werke
- Démonstration des vérités de la foi et religion catholique contre les erreurs de ce temps. Sedan, Gidéon Poncelet, 1641 (gewidmet Frédéric-Maurice de La Tour d’Auvergne 1605–1652, der 1633 zum katholischen Glauben konvertiert war)
- Assertiones theologicae quibus universa quae ad sacram doctrinam seu theologiam spectant, explicantur ac probantur, et obiectiones solvuntur. Carolopoli : Poncelet, 1647. (1026 Seiten) auch 1670 (mit Widmung an Generalabt Jean Petit). (einschließlich Liber controversiarum fidei contra nostri temporis hereticos)
- Disputatio theologica in janseniana dogmata. Charleville, Poncelet, 1651. (gegen Noël de La Lane, 1618–1673 und Ignace Huart)
- (Hrsg.) Bibliotheca Patrvm Cisterciensivm Id Est Opera Abbatvm Et Monachorvm Ordinis Cisterciensis, qui sæculo S. Bernardi, aut paulò post ejus obitum floruerunt, in vnum corpus aliquot tomis distinctum collecta Cum ejusdem Annotationibus in fine, quibus difficultates occurrentes in toto opere exponuntur, & quæ fabulosa videntur confutantur, quæ autem non improbanda sunt, vindicantur. (8 Bücher in drei Bänden : 1–3, 4–5, 6–8)
  - Tomvs Primvs, complectens Exordium coenobii cisterciensis [authore sancto Stephano], cum Charta charitatis [ab eodem S. Stephano edita], Exordium magnum ejusdem ordinis [authore Conrado, everbacensis coenobii] et Libros miraculorum S. Bernardi [authore Herberto, abbate coenobii de Moris]. Bonofonte. Typis ejusdem Cœnobij. Per A. Renesson, Anno Domini 1660.
  - Tomvs Secvndvs, exhibens Duodecim Distinctiones Dialogi Miraculorum Cæsarij monachi Vallis-sancti Petri, aliàs Heisterbach, ejusdem Ordinis Cisterciensis. Has notas præcedit Apologia pro Cæsario ipso. 1662.
  - T. 3, complectens librum Henrici, cardinalis albanensis, De Peregrinante civitate Dei ; Sermones Garnerii, episcopi lingonensis ; Sermones Nicolai Claravallensis, Epistolas Philippi, abbatis de Eleemosyna; Epistolas praedicti Henrici, cardinalis albanensis et Petri, Claraevallis abbatis, aliorumque abbatum et monachorum. 1660.
  - T. 4, Compl. Opera beati Guillemi quondam Abbatis S. Theodorici. Disputationem Abbatis anonymi adversus Petrum Abaëlardum. Disputationem Iacobi de Thermis Abbatis Caroliloci adversus impugnatores exemptionum et privilegiorum canonicis et religiosis à summis pontificibus concessorum. 1664.
  - T. 5, continens Opera Balduini Fordae in Anglia quondam Abbatis, postea Cantuariae Archiepiscopi. Et Aëlredi Rievallis item in Anglia Abbatis. 1662.
  - T. 6, continens Isaac Stellae Abbatis Opera. Serlonis Saviniaci Abbatis Opera. Eliae Dunensis Abbatis Sermones duos. Epistolam Heriberti Sardiniae Archiepiscopi. Epistolam cujusdam Andreae monachi ad quemdam dominum. Arnulphi monachi de Boherijs speculum monachorum operibus S. Bernardi insertum. 1664. (gewidmet Abt Pierre III. Henry von Clairvaux, 1654–1676)
  - T. 7, exhibens Albigensium haeresim et bellum sacrum in eos susceptum, authore Petro Vallium-Sarnaij. Helinandi Frigidi-Montis monachi Chronicorum ultimam et praecipuam partem. Ejusdem sermones et epistolam de reparatione lapsi. 1669.
  - T. 8, exhibens Ottonis ex Abbate Morimundi, Frisingensis Episcopi Historiam, seu Chronicon ab origine mundi usque ad Friderici Aenobarbi Imperatoris tempora. Eiusdem Historiae 2. partem de gestis eiusdem Friderici (Aenobarbi Imperatoris), authore Radevico Frisingensi Canonico. 1669.
    - (7 + 8) Veterum patrum et antiquorum scriptorum Cisterciensium opera historica. Prodeunt nunc primum in lucem operâ & studio d. Bertrandi Tissier, cœnobij b. Mariæ de Bonofonte in Terascia. Lud. Billaine, Paris 1669.